# Polaritätsexkursion
Eine Polexkursion oder geomagnetische Exkursion ist eine deutliche Veränderung der vorherrschenden Geometrie des Erdmagnetfeldes über einige 100 bis wenige 1000 Jahre. Oft wird der Dipol-Anteil schwach, Anomalien relativ stärker, oder das Feld bleibt stark mit Verlagerung der magnetischen Pole um 10 bis 20°. Die Polarität ist vor und nach einer Exkursion gleich, weshalb diese relativ kurzen Ereignisse in Zeitreihen der remanenten Magnetisierung von Sedimentgestein nicht leicht sichtbar sind.
Baut sich das Feld dagegen in umgekehrter Polarität wieder auf, was insgesamt nur wenig länger dauert, liegt ein gut sichtbarer Polsprung vor. Polsprünge begrenzen die Chrons und Subchrons der Magnetostratigraphie. Sie sind vergleichsweise selten: Sieben Exkursionen sind seit dem letzten Polsprung vor 780.000 Jahren bekannt, nachgewiesen auch durch erhöhte Konzentrationen von Beryllium-10 im Sediment. Dieses Isotop entsteht in der Hochatmosphäre; bei schwachem Magnetfeld verstärkt.
Bekannte und datierte Polaritätsexkursionen sind das Laschamp-Ereignis und die Mono-Lake-Exkursion.